# Convoi PQ 8
Le convoi PQ 8 est le nom de code d'un convoi allié durant la Seconde Guerre mondiale. Les Alliés cherchaient à ravitailler l'URSS qui combattait leur ennemi commun, le Troisième Reich. Les convois de l'Arctique, organisés de 1941 à 1945, avaient pour destination le port d'Arkhangelsk, l'été, et Mourmansk, l'hiver, via l'Islande et l'océan Arctique, effectuant un voyage périlleux dans des eaux parmi les plus hostiles du monde.
Il part de Hvalfjörður en Islande le 8 janvier 1942 et arrive à Arkhangelsk en URSS le 17 janvier 1942.

## Composition du convoi
Ce convoi est constitué de 8 cargos, :
- Royaume-Uni : 5 cargos (British Pride, British Workman, Dartford, South Gate et Hermatris)
- États-Unis : 1 cargo (Larranga)
- Panama : 1 cargo (El Almirante)
- Union soviétique : 1 cargo (Stary Bolshevik)

| Nom                    | Nationalité       | Tonnage (GRT) | Notes                                                        |
| ---------------------- | ----------------- | ------------- | ------------------------------------------------------------ |
| British Pride (1931)   | Royaume-Uni       | 7 106         |                                                              |
| British Workman (1922) | Royaume-Uni       | 6 994         |                                                              |
| Dartford (1930)        | Royaume-Uni       | 4 093         |                                                              |
| El Almirante (1917)    | Panama            | 5 248         |                                                              |
| Harmatris (1932)       | Royaume-Uni       | 5 395         | Navire Commodore - Torpillé et remorqué par le HMS Speedwell |
| Larranga (1917)        | USA               | 3 804         |                                                              |
| Southgate (1926)       | Royaume-Uni       | 4 802         | Navire Vice-Commodore                                        |
| Stary Bolshevik (1933) | Union soviétique] | 3 974         |                                                              |

## L'escorte
L'escorte varie au cours de la traversée. Une escorte principale reste tout au long du voyage.
Ce convoi est escorté au départ par :
- les chasseurs de mine : HMS Harrier et HMS Speedwell

| Nom                    | Nationalité | Type              | Notes                                          |
| ---------------------- | ----------- | ----------------- | ---------------------------------------------- |
| HMS Harrier (J71)      | Royal Navy  | Dragueur de mines | Escorte du 8 Jan - 17 Jan                      |
| HMS Hazard (J02)       | Royal Navy  | Dragueur de mines | Escorte du 16 Jan - 17 Jan                     |
| HMS Matabele (F26)     | Royal Navy  | Destroyer         | Escorte du 11 Jan - 17 Jan - Coulé par l'U-454 |
| HMS Sharpshooter (J68) | Royal Navy  | Dragueur de mines | Escorte du 16 Jan - 17 Jan                     |
| HMS Somali (F33)       | Royal Navy  | Destroyer         | Escorte du 11 Jan - 17 Jan                     |
| HMS Speedwell (J87)    | Royal Navy  | Dragueur de mines | Escorte du 8 Jan - 17 Jan                      |
| HMS Trinidad (46)      | Royal Navy  | Croiseur léger    | Escorte du 11 Jan - 17 Jan                     |

## Le voyage
Le 11 janvier, le croiseur HMS Trinidad et les destroyers HMS Matabele et HMS Somali rejoignent le convoi. Le 16 janvier, le chasseur de mine HMS Sharpshooter se rajoute à l'escorte du convoi.
Le 17 janvier, le sous marin allemand U-454 attaque le convoi. Plus tôt, dans la journée, il a coulé un chalutier russe . Vers 18h45, il lance une torpille sur le cargo Harmatris (69° 16′ N, 36° 08′ E). Le cargo prend feu mais l'incendie est maîtrisé et il peut continuer sa route. Le sous marin poursuit son attaque. Il lance une torpille sur le HMS Matabele qui touche le magasin des munitions (69° 21′ N, 35° 27′ E). Le navire coule en deux minutes à la position géographique de 69° 21′ N, 35° 27′ E. La plupart de l'équipage ne survit pas soit à la suite de l'explosion soit d'hypothermie s'ils ont sauté à la mer. Quatre survivants sont recueillis par le HMS Harrier (deux seulement survivront sur les 238 membres d'équipage).
Le reste du convoi arrive sans problème.

### Sources
- (en) Cet article est partiellement ou en totalité issu de l’article de Wikipédia en anglais intitulé « Convoy PQ 8 » (voir la liste des auteurs).